# Afrički pompano
Afrički pompano (Alectis ciliaris), poznat i kao riba-plamenac, široko je rasprostranjena vrsta tropskih morskih riba iz porodice Carangidae. Vrsta se nalazi u tropskim vodama širom svijeta, a odrasli često naseljavaju obale, dok je mlađ obično pelagičnia, te pluta morskim strujama. Odrasli afrički pompano izgledom je sličan ostalim pripadnicima roda Alectis, s udubljenim oblikom glave blizu očiju; što je njegovo najjasnije prepoznatljivo obilježje. Mlađ je slična ostalim članovima roda Alectis, imaju duge, nitaste vrhove leđne i analne peraje za koje se smatra da obeshrabruju grabežljivce. Vrsta živi u dubinama manjim od 100 m, hraneći se brojnim vrstama rakova i sitnih riba. Vrsta je od manjeg gospodarskog značaja, a često se lovi udicom, kao i ostale tropske ribe iz srednjeg stupca vode, dok se mlađ povremeno lovi u mrežama na plaži. Afrički pompano također je visoko ocijenjena divljač, koja se često smatra jednom od najjačih ulova u većim veličinama.

## Taksonomija i naziv
Afrički pompano jedan je od tri člana roda Alectis, koji je i sam jedan od 33 roda u obitelji Carangidae. Carangidae su dio reda Carangiformes.
Vrsta je možda prvi put znanstveno opisao Carolus Linnaeus 1758. godine kao Zeus gallus, poznat u to vrijeme iz Atlantskog oceana. Linnaeus je tu ribu klasificirao kao vrstu kovača, koja je i danas poznata pod rodnim imenom Zeus. Naziv je dvosmislen, jer je sa samo vrlo kratkim opisom i bez tipskog uzorka, pa je nejasno odnosi li se on zapravo na ovu vrstu. Godine 1787. njemački prirodoslovac Marcus Elieser Bloch opisao je novu vrstu pod imenom Zeus ciliaris, opisanu iz tipskog uzorka prikupljenog iz Surata u Indiji, što je mlađi sinonim Linnejeva imena. Nakon ovog opisa, brojni su prirodoslovci prekvalificirali vrstu dok je taksonomska literatura o ribama rasla. Prvi je to učinio Bernard Germain de Lacépède, sinonimizirajući dva prethodna imena pod novim imenom Gallus virescens. Iako je namjeravao da Gallus bude ime novog roda, to je ime ipak prethodno dodijeljeno rodu ptica u kojem se nalazi domaća kokoš.
Rafinesque je 1815. preimenovao Gallus virescens, stvorivši novi rod Alectis za svojtu i odredio ovu vrstu kao tipičnu vrstu za svoj novi rod. Kroz veći dio povijesti znanstvena je zajednica općenito ignorirala nejasna i pomalo suluda djela Rafinesquea. Na primjer, još jedan mlađi sinonim, Zeus crinitus, za američke populacije ove vrste imenovao je Amerikanac Samuel L. Mitchill 1826. godine. Proslavljeni znanstvenik Georges Cuvier slijedio je Eduarda Rüppella (1830.) klasificirajući ovu ribu u rod Blepharis (koji je također biljka) 1833. godine, a ta je riba kroz veći dio povijesti bila poznata kao pripadnik ovog roda. Unatoč tome, Rafinesque je prvi prekvalificirao ribu (ispravno), i kao takvo njegovo generičko ime ima prioritet, zbog čega je ova vrsta danas poznata kao Alectis.
Brojni drugi biolozi također su prekvalificirali takson ili imenovali potpuno nove vrste, poput Scyris analis i Carangoides ajax. Sva se imena, osim Alectis ciliaris, sada smatraju nestalima u skladu s pravilima ICZN-a. Izvorni rodni naziv Zeusa sada se primjenjuje i na gljivice askomicete (to je dopušteno pravilima, jer gljiva nije životinja).
Afrički pompano nije pravi pompano iz roda Trachinotus. Različiti uobičajeni nazivi koji se koriste za vrste obično odražavaju nitaste peraje kod mlađi, s nizom varijacija.

## Opis
Poput mnogih Carangidae, afrički je pompano dubokomorska i bočno stisnuta riba, s najdubljom točkom tijela smještenom između izvora leđne i analne peraje, a glava i rep sužavaju se s obje strane. Leđni i trbušni profil podjednako su ispupčeni, a glavno prepoznatljivo obilježje odrasle osobe je njegova zakrivljenija glava u usporedbi s uglatijim profilom glave Alectis indicusa. Vrsta ima četiri do sedam vidljivih bodlji u prvoj leđnoj peraji, a slijedi je jedna kralježnica i 18 do 20 mekih zraka u drugoj leđnoj peraju. Analna peraja ima dvije bodlje nakon kojih slijedi 15 ili 16 mekih zraka, dok je prsna peraja duga i zakrivljena. Koža ribe izgleda bez lustri, ali ima sitne, ugrađene ljuske rasute po tijelu. Bočna pruga ima snažan i umjereno dugačak luk leđno, a njegov stražnji dio ima 12 do 30 križeva. Mlađ je prepoznatljivog izgledu jer imaju dugačke prateće nitaste analne i leđne peraje koje se s godinama povlače. Tijekom sazrijevanja, vrsta također postaje izduženija i sličnija je ostalim rodovima u porodici. Tijelo je s gornje strane srebrno-metalno plave do plavo-zelene boje, najtamnije je na glavi i gornjim ramenima, dok je donja strana više srebrnasta. Mlađ na tijelu im pet tamnih šipki u obliku ševrona, s crnim mrljama u osnovi treće do šeste zrake leđne peraje. Baza vlakana je tamnoplava do crna, a sve ostale peraje su blijede do hijalinske.
Poznato je da afrički pompano definitivno doseže dužinu od 130 cm, iako veći primjerci do 150 cm zabilježeni su, ali se ne smatraju pouzdanima. Maksimalna objavljena težina vrste je 22,9 kg.

## Rasprostranjenost i stanište
Afrički pompano rasprostranjen je po tropskim oceanima i morima svijeta u rasponu temperatura od 18 do 27°C, iako se češće nalazi u obalnim vodama. Vrsta je zabilježena i s istočne i sa zapadne obale SAD-a, Južne Amerike i Afrike, u Indijskom oceanu, te uz obale Azije i Australije, kao i s mnogih tihooceanskih otoka. Afrički se pompano proteže u umjerenijim vodama, a mlađ se često pronalazi na jugoistoku i zapadu Australije, vjerojatno nošeni oceanskim strujama.
Odrasle jedinke preferiraju priobalne vode do dubine od 100 m, te naseljavaju grebene i olupine u cijelom vodenom stupcu. Mlađ je pelagična, nastanjuje obalna područja, kao i otvoreni ocean. Njihovo oslanjanje na vodene struje dovodi ih u estuarinskijske vode u donjoj Australiji, iako zbog hladnih zimskih temperatura ne preživljavaju zime.  U jednom neobičnom slučaju utvrđeno je da se brojnost vrste uz obale Sjeverne Karoline dramatično povećalo nakon prolaska uragana.

## Ekologija
Afrička pompano je predator koji živi u jatu, a uglavnom se hrani s različitim rakovaima uključujući desereronošce, Caride i veslonošce, kao i glavonošce i ribe. Plijen su drugih riba, uključujući skuše i tune, kao i morske pse. Vlaknasta leđna i analna peraja pelagične mlađi nalikuje meduzama, a ova im mimikrija može pružiti određenu zaštitu od grabežljivaca. O njihovim reproduktivnim navikama i duljini sazrijevanja malo je poznato, iako je studija u Indiji utvrdila vrhunac brojnosti ličinki A. ciliaris u travnju. Također je utvrđeno da su jaja sferna, pelagična s prisutnim žumanjkom i uljnom kuglicom, a ličinke su također opširno opisane u izvješću. Smatra se da se u Meksiku mrijest javlja na pjeskovitim podlogama u proljeće.

## Gospodarski značaj
Veličina i ukus ove ribe i učinile su je popularnom vrstom i za rekreakcijski ribolov i za komercijalno ribarenje, iako se ocjene o ukusu mesa razliku od izvora do izvors. Uz vrstu se veže nekoliko slučajeva trovanja ciguaterom, pa se smatra da se veće ipak ne bi trebale konzumirati. Atraktivni izgled mlađi čine ih popularnim odabirom za akvarije, no ne preživljavaju dugo u zatočeništvu.
Odrasli afrički pompano najčešće se lovi udicama, iako često ne čine visok postotak ulova. Mlađ se povremeno nađe u plažnim mrežama. Vrsta se prodaje u svježem stanju te kao sušena i soljena.
Borbena sposobnost i dobra cijena stolova privlače ribolovce u mnogim dijelovima svijeta. Regije poput Floride, Tajlanda i brojni otoci Tihog i Indijskog oceana koji imaju snažno rekreacijsko ribarstvo vezano za ovu vrstu, Manje ribe često se love s lakšim priborom, često zahtijevajući vještog ribolovca da u tim situacijama izvuče ribu na suho. Mogu se uloviti na mamac, s malim živim mamcima ili velikim kozicama, odabir mamaca postavljenih na snažne kuke. Varalice su često jigovi ili streameri koji su radili na dubokim grebenima i olupinama, iako je poznato da uzimaju istrenirani mamac ili namješten mamac.
IGFA održava niz evidencija klasa linija i tippeta iz Sjedinjenih Država za afrički pompano. Njihov rekord iznosi 22,90 kg ulovljen kod Daytona Beacha na Floridi 1990. Raniji (1986.) priznati rekord za rekreacijsko ulovljene ribe u Australiji bio je 18,8 kg. Na Floridi vrsta ima ograničenje minimalne veličine od 24 inča i dopuštene su samo dvije ribe po brodu dnevno.

## Vanjske poveznice
|  | Zajednički poslužitelj ima još gradiva o temi Alectis ciliaris |
|  | Wikivrste imaju podatke o taksonu Alectis ciliaris             |

- African pompano (Alectis ciliaris) at The Australian Museum
- African pompano (Alectis ciliaris) at Encyclopaedia of Life
- African pompano (Alectis ciliaris)  Arhivirana inačica izvorne stranice od 17. listopada 2007. (Wayback Machine) at Champion Bass